# ABC Ženska liga
Women`s Adriatic bocce league (WABL), u medijima se uglavnom spominje kao Women's ABC bocce league (WABL), Women's ABC league te Ženska ABC liga, Regionalna ženska liga WABL i Regionalna ženska boćarska liga je službena ženska regionalna boćarska liga. Organizira ju Adriatic Bocce Confederation (ABC). Jadranska boćarska konfederacija (Adriatic Bocce Confederation, skraćeno ABC) je neformalna konfederacija nacionalnih boćarskih saveza Bosne i Hercegovine, Crne Gore, Hrvatske, Slovenije i Srbije. Glavni cilj je napredak i promocija boćarskog sporta u regiji i šire.
Prva sezona natjecanja bila je 2023. Prve utakmice prvog izdanja regionalne lige odigrane su 13. svibnja 2023. u Puli i Ljubljani.

## Popis klubova koji su sudjelovali (2023. – 2024.)
U zagradi je godina prvog sudjelovanja.
Poredani abecedno prvo po sjedištu kluba pa zatim po nazivu, preskačući oznaku vrste kluba.
ugašeni klubovi
Hrvatska
- BK Čavle ŠB, Čavle (2023.)
- BK Komiža, Komiža (2023.)
- ŽBK Pula, Pula (2023.)

Slovenija
- BK Hrast, Kobjeglava (2023.)
- BŠK Krim, Ljubljana (2023.)
- BK Postojna, Postojna (2023.)

Srbija
- BK NBGD, Novi Beograd[13] (2023.)

## Izdanja
Kazalo
* U zagradi je broj klubova, odnosno država, koji je inicijalno trebao sudjelovati u Ligi; izbačeni ili odustali.
| Lokacija završnog turnira | Godina | Broj * država | Broj * klubova | Broj * klubova | Prvaci   | rez. | #2      | #3            | #4            | Ref                         |
| Lokacija završnog turnira | Godina | Broj * država | liga           | doigr.         | Prvaci   | rez. | #2      | polufinalisti | polufinalisti | Ref                         |
| ------------------------- | ------ | ------------- | -------------- | -------------- | -------- | ---- | ------- | ------------- | ------------- | --------------------------- |
| Nepoznata kratica »«      | 2024.  |               | 6              | 4              |          |      |         |               |               | [ 14 ]                      |
| Beograd                   | 2023.  | 3             | 7              | 4              | ŽBK Pula | 16:4 | BK NBGD | BŠK Krim      | BK Postojna   | [ 15 ] [ 16 ] [ 17 ] [ 18 ] |

### Vječna ljestvica
zaključno sa izdanjem 2023. 
| Nepoznata kratica »« | Klub     | Sjedište     | Prvak | Drugi | TOP4 | Ostali nazivi; Napomene |
| -------------------- | -------- | ------------ | ----- | ----- | ---- | ----------------------- |
|                      | ŽBK Pula | Pula         | 1     | 0     | 1    |                         |
|                      | BK NBGD  | Novi Beograd | 0     | 1     | 1    |                         |

## Vanjske poveznice
- ABC